# Tuzon
Tuzon é uma pequena cidade no sudeste do condado de Grand Gedeh com uma população estimada de 500 habitantes em 2008.

## Historia
Durante a primeira guerra civil da Libéria que iniciou-se em 1990 a cidade foi saqueada e destruída, devido ser a cidade natal do ditador desposto Samuel Kanyon Doe.               A cidade após a guerra sofreu grande declínio populacional com grande imigração de habitantes para a Costa do Marfim.

## Referencia
- http://www.nytimes.com/1990/09/11/obituaries/samuel-doe-10-year-reign-in-the-shadow-of-brutality.html (em inglês)